# Raymond Taras
Raymond Taras (* 1946 in Montreal, Québec) ist ein kanadischer Politikwissenschaftler.

## Leben
Taras studierte an der Universität Montreal (B.A. 1967 in Political Science und Government), der University of Sussex (M.A. 1968 in Comparative Politics) und der University of Essex (MPhil 1972 in Government). An einer Promotion arbeitete er zwischen 1978 und 1981 als Canada Council Doctoral Fellow an der Universität Warschau in Political Sociology.
Seit 1984 ist er Professor an der Tulane University. Er war Inhaber zahlreicher Gastprofessuren und -dozenturen, u. a. 2010/11 als Willy Brandt Professor an der Hochschule Malmö, 2013/14 auf dem Fulbright Distinguished Chair an der Universität Warschau und 2014/15 als Leverhulme Visiting Professor an der University of Sussex.
Seine Forschungsschwerpunkte sind u. a. Internationale Politik, Nationalismus, Fremdenfeindlichkeit und Ethnische Konflikte.

## Schriften (Auswahl)
- Postcommunist presidents (hrsg. 1997)
- National identities and ethnic minorities in Eastern Europe (hrsg. 1998)
- Democracy in Poland (mit Marjorie Castle, 2002)
- Liberal and illiberal nationalisms (2002)
- Europe old and new: transnationalism, belonging, xenophobia (2008)
- Understanding ethnic conflict: the international dimension (hrsg. mit Rajat Ganguly, 4. Auflage 2010)
- Russia’s identity in international relations: images, perceptions, misperceptions (2012)
- Xenophobia and Islamophobia in Europe (2012)
- Challenging multiculturalism: European models of diversity (hrsg. 2012)